# Stadthalle (Düren)

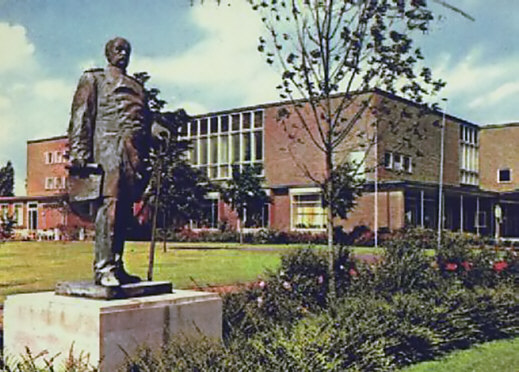
Das Gebäude hinter dem Denkmal

Die ehemalige Stadthalle befand sich in Düren in Nordrhein-Westfalen. Der Gebäuderest befand sich in der Bismarckstraße 15.
Die Grundsteinlegung war am 1. März 1954. Die Einweihung war am 3. Dezember 1955. Die Stadthalle wurde durch den Architekten Prof. Hans Mehrtens aus Aachen erbaut. Es handelte sich um einen aus ein- bis dreigeschossigen Kuben geformten Bau. In der Ziegelfassade befanden sich weiße Holzfenster, teilweise mit Betonrahmen. Über dem Haupteingang hing ein leichtes Vordach. Der Festsaal war sechseckig und wies eine holzverkleidete Decke auf.
Das Gebäude wurde 2007 in einem 50 Jahre gültigen Erbbaurechtsvertrag an einen Investor abgegeben. Er hatte vor, unter Einbeziehung des denkmalgeschützten Gebäudeteils, dort ein Vier-Sterne-Hotel zu errichten. Betreiber sollte ein niederländisches Hotelunternehmen werden. Nach Abriss der Anbauten und dem Bau einer Bodenplatte für den Hotelanbau wurden alle Arbeiten eingestellt, da durch die Finanzkrise den Investoren der Standort Düren zu unsicher wurde. Der Investor hatte sich zwar verpflichtet, bis zum 28. Februar 2011 das Hotel zu bauen, dazu kam es jedoch nicht. Am 28. September 2011 entschied der Stadtrat, das Bauwerk beziehungsweise seine Ruine zurückzukaufen. Der Vertrag wurde von der Stadt Düren aus Rechtsgründen innerhalb der vertraglich vorgesehenen Frist jedoch nicht unterschrieben. Daraufhin trat die Erbbaurechtsnehmerin vom Vertrag zurück. Am 30. Oktober 2012 wurde das Erbbaurecht an einen potentiellen Investor zur Errichtung eines Hotels mit Handelsflächen veräußert. Dieser Erbbaurechtsübertragung hat die Stadt die Zustimmung verweigert, weil sie aus Stadtentwicklungsgründen nicht mit der Errichtung eines „Kaufland“-Marktes auf dem Grundstück einverstanden ist. Somit wurde das Amtsgericht Düren aufgefordert, nach § 7 Abs. 2 Erbbaurechtsgesetz die Zustimmung zur Veräußerung zu erteilen, damit die geplante Baumaßnahme durchgeführt werden kann. Den entsprechenden Prozess hat die Erbbaurechtsnehmerin rechtskräftig verloren (Urteil des OLG Köln). Zwischenzeitlich wurde das Grundstück durch den Masterplan der Stadt Düren und Ratsbeschluss vom
9. April 2014 (siehe Beschlussvorlage 2014-0116) für eine Bebauung und Nutzung für Wohnen, Altenpflege usw. freigegeben. Diese neue Planung sah den Abriss der alten Stadthalle vor.
Nachdem die Stadthalle viele Jahre eine Ruine war, begannen am 30. März 2015 die Abrissarbeiten an dem nicht mehr denkmalgeschützten Gebäude. Der Kreis plant auf dem Gelände ein Vier-Sterne-Hotel, ein Dienstleistungs- und Kongresszentrum sowie ein Gebäude mit Eigentumswohnungen, Arztpraxen sowie Steuerberatungskanzleien.
Der Schriftzug Stadthalle Düren mit dem zuletzt herunterhängenden Buchstaben A kommt ins Stadtmuseum Düren. Das Bauwerk war unter Nr. 1/113 in die Denkmalliste der Stadt Düren eingetragen.